# Federazione ornicoltori italiani
La Federazione ornicoltori italiani (FOI) è un'organizzazione non lucrativa di utilità sociale, avente sede a Piacenza, che riunisce gli allevatori, professionisti o semplici appassionati, di uccelli.
Aderiscono alla FOI oltre 220 associazioni che sono dislocate su tutto il territorio nazionale e che a loro volta sono unite in raggruppamenti regionali o interregionali. In Italia esistono 15 raggruppamenti. I soci della FOI sono di fatto le associazioni. I singoli individui sono dei tesserati di queste e di conseguenza sono affiliati alla Federazione. Il numero di iscritti sfiora le 20.000 unità.
La FOI è impegnata nella diffusione dell'ornitologia ed è anche editrice di numerose pubblicazioni a carattere ornitologico, compresa la rivista Italia Ornitologica, mensilmente inviata ai sodali.